# Wael Al Aydy
Wael Al Aydy (ur. 8 grudnia 1971 roku w Kairze) – egipski siatkarz, reprezentant kraju. Obecnie występuje w egipskim AHLY. Gra na pozycji libero. Pierwszy mecz w reprezentacji rozegrał przeciwko Argentynie.

## Kluby
- El Tayran
- AHLY

## Sukcesy
- 2008 - awans i udział w Igrzyskach Olimpijskich